# Horacio Romo
Horacio Romo (Buenos Aires, 1973-) es un bandoneonista, director de orquesta y compositor argentino.

## Biografía
Comenzó a aprender bandoneón a los 9 años de edad y estudio con Marcos Madrigal y Julio Pane. Es miembro de orquestas como la Juvenil del tango, Orquesta Gran Debut, Orquesta Color Tango durante 9 años, presentándose en Italia, Holanda, España, Francia, Brasil, Uruguay, Japón, Noruega y Suecia.
Participa en actuaciones junto a Julio Iglesias en España y Francia. Trabajó con el maestro y director Lalo Schifrin y acompañó a Roberto Goyeneche y Hugo Marcel, entre otros. 
Integró las orquestas de los siguientes músicos: Julián Plaza, Osvaldo Berlingieri, Horacio Salgán, Antonio Agri, Walter Ríos, Atilio Stampone, Raúl Garello, Rubén Juárez y Gustavo Beytelman, entre otros.
Durante cuatro años es ayudante en la cátedra de bandoneón de la Orquesta Escuela de Tango dirigida por el maestro Emilio Balcarce.
Tocó el concierto para bandoneón y Orquesta de Astor Piazzolla con las siguientes orquestas: Sinfónica de Oregón, Filarmónica de Los Ángeles con la que ganó un Premio Emmy como Mejor Concierto Latino, Filarmónica de Londres, Filarmónica de Auckland (Nueva Zelanda), Sinfónica de Lima (Perú) y Sinfónica de Porto Alegre.
Integró como director y primer bandoneón las compañías Forever Tango, Tango Argentino y Tango Pasión y realizó la ópera María de Buenos Aires en Polonia e integró la ópera Orestes, last Tango, con gira por Holanda y Bélgica.
Ha formado parte del Quinteto de Fernando Suárez Paz, Quinteto de la Fundación Astor Piazzolla y la Orquesta de Leopoldo Federico.
Participó en más de un centenar de discos entre los que se encuentra el disco de Café de los maestros. 
Actualmente es solista de la orquesta nacional de música Argentina Juan de Dios Filiberto, El Quinteto de José Colángelo y desde 2005 se desempeña como el director y primer bandoneón del Sexteto Mayor.
Debuta con su agrupación Horacio Romo Sexteto en el Luna Park en la final del Mundial y Festival de Tango 2015 junto a Raúl Lavié y realiza con la misma agrupación una gira de 2 meses entre enero y marzo de 2017 por Japón presentándose en 25 ciudades. Posteriormente con el Sexteto lanza el disco "Tangos del Alba" (2017). 